# Air Littoral
Air Littoral è stata una compagnia aerea regionale francese attiva dal 1972 al 2004, il suo  hub principale era situato presso l'aeroporto di Montpellier-Méditerranée. La compagnia effettuava voli nazionali e un numero limitato di rotte regionali. Gestiva anche servizi di collegamento per conto di Air France.

## Storia

### Fondazione
Air Littoral venne fondata nell'aprile del 1972 e inizialmente ebbe sede presso l'aeroporto di Montpellier-Méditerranée. Iniziò le operazioni il 23 maggio 1972 con un volo tra Nizza, Montpellier e Perpignano. Nel 1975 la sua sede centrale fu trasferita all'aeroporto di Castellet.

### Anni '80
Negli anni successivi, Nizza e Milano-Linate furono aggiunte alla rete di destinazioni. Nel maggio 1982 iniziò anche un collegamento tra Nizza e Venezia. Nel gennaio 1983 venne noleggiato un Nord 262, in modo da poter trasportare più passeggeri. Nel 1985 Air Littoral ordinò due ATR 42; il primo esemplare venne consegnato a dicembre dello stesso anno, mentre il secondo fu consegnato a marzo 1986 direttamente con la livrea di Air France.
Sempre nel 1986 vennero ordinati degli Embraer EMB 120. Il primo tra questi venne consegnato nel novembre dello stesso anno nella livrea di Air France, vennero operati  sulle rotte da Bordeaux verso Belgio e Germania.
Nel luglio 1986 venne istituito un G.I.E. (Gruppo di Interesse Economico) tra Air Littoral e "CAL-Compagnie Aérienne du Languedoc" (altra compagnia aerea regionale che operava nella stessa area geografica), completando la fusione il 31 dicembre 1987. A partire dal giorno seguente, la flotta di Air Littoral iniziò a incorporare i 20 Fairchild Metro ereditati da CAL.

### Anni '90
Nel 1992 Air Littoral gestiva 33 rotte in proprio (con mezzo milione di passeggeri) e 16 per conto di altre compagnie, contando 850 dipendenti. Nello stesso anno anche KLM iniziò a detenere azioni della compagnia (al 35%).
Air Littoral continuava quindi a volare con i Fokker F100 sia per conto di KLM che di Air Inter, riducendo il numero di operazioni verso  Marsiglia, Nizza e Parigi. Nel 1993 la compagnia acquistò dei Bombardier CRJ, operati per conto di Air France e Air Inter. Le statistiche dell'epoca indicavano che il 65% dei passeggeri volava per motivi lavorativi.
Nel 1995 l'hub principale venne stabilizzato a Montpellier. La rete delle destinazioni comprendeva 36 rotte interne e internazionali, mentre il numero di dipendenti era salito a 900. Nel 1996 venne creato il marchio "Air Littoral Riviera" per i voli nell'area del Mediterraneo. Nello stesso anno avvenne l'apertura del secondo hub aeroportuale a Nizza. A fine anni '90 la flotta includeva 35 velivoli (7 Bombardier CRJ, 15 ATR 42 e 6 Fokker F70/F100) e 120 destinazioni in Europa.
Erano presenti tuttavia delle difficoltà finanziarie e la compagnia cercò di affidarsi a dei partner stranieri come Lufthansa e Swissair. Nonostante queste collaborazioni, nel 2001 tutti gli azionisti stranieri si ritirarono. L'ultimo volo avvenne nell'estate del 2003. Vari gruppi d'investimento presero in considerazione la possibilità di acquistare Air Littoral, ma nulla si concretizzò e l'azienda fu chiusa il 13 febbraio 2004.

## Flotta
Nel corso degli anni, Air Littoral operò con i seguenti aeromobili:
- ATR 42
- ATR 72
- Beechcraft 1900
- Boeing 737-300
- Bombardier CRJ
- Embraer EMB 110 Bandeirante
- Embraer EMB 120
- Fairchild Metro
- Fokker F27
- Fokker F70
- Fokker F100
- Nord 262